# Долњи Бездјеков
Долњи Бездјеков (чеш. Dolní Bezděkov) је насељено мјесто са административним статусом сеоске општине (чеш. obec) у округу Хрудим, у Пардубичком крају, Чешка Република.

## Становништво
Према подацима о броју становника из 2014. године насеље је имало 183 становника.